# ۵۷ ثانیه
۵۷ ثانیه (به انگلیسی: 57 Seconds) فیلمی محصول سال ۲۰۲۳ و به کارگردانی راستی کاندیف است. در این فیلم بازیگرانی همچون جاش هاچرسون، مورگان فریمن، گرگ گرمن، لاوی سیمون، گریف فرست و جف چاس ایفای نقش کرده‌اند.